# Végzetes boszorkák
A Végzetes boszorkák az Odaát című televíziós sorozat harmadik évadjának kilencedik epizódja.

## Cselekmény
Rejtélyes körülmények között hal meg egy Janet Dutton nevű nő; kipotyognak fogai, majd pedig vért öklendezve összerogyik. Dean és Sam elhatározzák, körülszaglásznak az ügyben, kikérdezik az áldozat férjét, Pault, Sam pedig átvizsgálja a házat, a fürdőszobában pedig egy átokzsákot talál. Világossá válik, hogy boszorkányság áll a háttérben.
Még aznap este egy újabb merénylet történik; Paul majdnem meghal az általa evett hamburgertől, melyből férgek másznak ki. A férfit végül a helyszínen felbukkanó két fivér menti meg, akik ezután vallatni kezdik Pault, végül az elmondja nekik, hogy titokban viszonya volt egy Amanda nevű nővel, ám amikor Winchesterék meglátogatják Amandát, annak már csak holttestét találják meg, körülötte tárgyakkal, melyeket fekete mágiára használnak.
A fiúk úgy gondolják, hogy a nőt valamiért saját boszorkánytársai ölték meg, így körülszaglásznak a környéken, és egy könyvklub hölgy tagjaival való beszélgetés után biztosra veszik, hogy ők a keresett gonosztevők. Mialatt az Impalával visszafelé tartanak a motelbe, megjelenik előttük Ruby, és arra kéri őket, menjenek el a városból, ugyanis állítása szerint egy démon is itt ólálkodik és irányítja a boszorkányokat.
Dean nem hallgat a démonlányra, ám visszatérve a szálláshelyükre, a fiúra fájdalmak jönnek és vért kezd köpni, Sam pedig hiába keres átokzsákot a közelben, nem talál. Végül kezébe ragadja a Coltot és a kocsival elhajt a könyvklubba. Itt a fegyverrel megpróbálja meggyőzni a három nőt, hagyják békén Deant, akit ez idő alatt Ruby egy különleges folyadékkal meggyógyít. Sam előtt az egyik nő váratlanul felfedi, hogy ő maga a korábban emlegetett démon, Tammi, aki ezután megöli egyik társát, Renee-t, majd a fiúra is rátámad. Az hiába lő rá a Colttal, a démon a levegőben megállítja a golyókat, majd elfogja a srácot.
Dean és Ruby törnek be a szobába, és a démonölő tőrrel a gyilkos lényre támadnak, az azonban őket is ártalmatlanná teszi. Ruby és Tammi beszélgetéséből kiderül, hogy ők ismerik egymást, méghozzá mert egykor Ruby neki adta el emberi lelkét, illetve hogy egy új, hatalmas démon van felemelkedőben, akinek elszánt terve, hogy eltörölje az emberiséget. Az utolsó boszorkány, Elizabeth hirtelen varázslatot küld Tammira, aki – amíg megöli a lányt – elveszíti uralmát a fivérek felett, ezt Dean pedig kihasználja, és a tőrrel elvágja a démon nyakát, így az meghal.
Az eset után, még aznap éjszaka meglátogatja Deant Ruby, és elmeséli neki, hogy egykor minden démon ember volt, ám valami folytán elveszítették lelküket és kénytelenek voltak Pokolra térni. A démonlány ezután sajnálattal közli a fiúval, korábbi állítása ellenére nem tudja őt megmenteni a Pokoltól, csupán segíteni akar felkészíteni Samet arra az időre, amikor bátyja már nem lesz vele...

## Természetfeletti lények

### Boszorkányok
A boszorkányokat a középkorban fedezték fel, olyan nők – és lehetnek férfiak is –, akik képesek irányítani a fekete mágiát. Különleges képességüket a fekete mágiából nyerik, elengedhetetlen kellékük az átokzsák, elpusztítani őket ugyanúgy lehet, mint egy halandó embert.

### Démon
A démonokat a folklórban, mitológiában és a vallásban egyaránt olyan természetfeletti lényként, gonosz szellemként írják le, melyeket meg lehet idézni, és irányítani is lehet. Közeledtüket általában elektromos zavarok jelzik, maguk mögött pedig ként hagynak.

## Időpontok és helyszínek
- 2008. januárja – ?

## Zenék
- Poison – Every Rose Has Its Thorn
- Screamin' Jay Hawkins – I Put A Spell On You

## Külső hivatkozások
- Supernatural-Malleus Maleficarum az Internet Movie Database oldalon (angolul)